# Šarengradska Ada
Die Šarengradska Ada ist eine Binneninsel in der Donau, die zwischen der Gespanschaft Vukovar-Srijem, Ostkroatien, und der Provinz Vojvodina, Nordserbien, umstritten ist.
Innerhalb des ehemaligen Jugoslawien gehörte die Insel, welche nach dem am kroatischen Ufer liegenden Ort Šarengrad benannt ist, zur Teilrepublik Kroatien. Mit dem Zerfall Jugoslawiens wurde auf kroatischem Staatsgebiet ein illegaler serbischer Parallelstaat gegründet (die sog. Republik Serbische Krajina), zu welcher auch Teile Ostslawoniens an der Grenze zu Serbien gehörten. Das gesamte kroatische Donauufer war Bestandteil dieser nicht anerkannten Republik. Als die westlichen und wichtigsten Gebiete der Serbischen Republik Krajina im Sommer 1995 von kroatischen Truppen erobert wurden, verblieb nur noch Ostslawonien unter serbischer Kontrolle. 
Im Abkommen von Erdut einigten sich die serbische und kroatische Seite darauf, Ostslawonien auf friedlichem Weg wieder der kroatischen Verwaltung zu unterstellen. Ungeachtet der Tatsachen, dass Kroatien vor dem Krieg Auen links der Donau und zahlreiche Flussinseln, welche ins serbische Staatsgebiet hineinragten, besaß, wurde der Mittellauf der Donau als Staatsgrenze zwischen Serbien und Kroatien definiert. Demnach befindet sich die Šarengradska Ada seit 1998 offiziell auf serbischem Hoheitsgebiet. Kroatien dahingegen verlangt die Rückgabe der insgesamt 115 km² großen Inseln und Auenlandschaften am linken, serbischen Ufer der Donau. 